# راهنمای عشق
راهنمای عشق (به انگلیسی: Manual of Love) فیلمی محصول سال ۲۰۰۵ و به کارگردانی جووانی ورونزی است. در این فیلم بازیگرانی همچون سیلویو موچینو، کارلو وردون، مارگریتا بوی، یاسمینه ترینکا، سرجو روبینی، لوچانا لیتیتستو، داریو باندیرا، آنیتا کاپریولی، سابرینا ایمپاچاتوره و دینو آبرشا ایفای نقش کرده‌اند.
فیلم‌های راهنمای عشق ۲ و راهنمای عشق ۳ دنباله‌های این فیلم هستند.